# Claudio Mangerio
Claudio Mangerio (Sant'Arsenio, 20 dicembre 1590 – 1622) è stato un gesuita italiano, venerabile della Chiesa Cattolica.
Nato da una nobile famiglia, sin da giovane entrò nella Congregazione dell'Assunta, appartenente al Collegio di Gesù di Napoli, fondata da padre Francesco Pavone, dedicò gran parte della sua breve vita alla cura, sia materiale che spirituale, dei carcerati della Vicaria.
Ammalatosi fu portato nell'ospedale della Cesarea, dove nel 1622 morì. Fu sepolto nella chiesa dell'ospedale stesso, in una tomba realizzata da Michelangelo Naccherino. Le cronache del tempo gli attribuirono la guarigione di una persona affetta da emicrania eccezionale in seguito al solo contatto con la mano del suo cadavere.
Agli inizi del Novecento fu avviato per il venerabile Mangerio un processo di beatificazione, che non fu portato a termine.